# Iwan Zudiłow
Iwan Siergiejewicz Zudiłow (ros. Иван Сергеевич Зудилов, ur. 8 czerwca 1919 we wsi Krutowo w rejonie gorochowieckim w obwodzie włodzimierskim, zm. 7 października 1980 w Odessie) – radziecki lotnik wojskowy, pułkownik, Bohater Związku Radzieckiego (1942).

## Życiorys
Urodził się w rodzinie chłopskiej. Skończył szkołę średnią i aeroklub w Wiaznikach, w 1938 został powołany do Armii Czerwonej, w 1939 ukończył wojskową szkołę lotników im. Woroszyłowa w Czkałowie. Został młodszym lotnikiem 163 pułku lotnictwa myśliwskiego, od czerwca 1941 uczestniczył w wojnie z Niemcami, już 22 czerwca 1941 w rejonie Wilna zestrzelił Me-109, później walczył w rejonie Mińska, Smoleńska i Jelni. Od 1942 należał do WKP(b). Do lutego 1942 jako dowódca klucza 163 pułku lotnictwa myśliwskiego 7 Mieszanej Dywizji Lotniczej Frontu Kalinińskiego w stopniu młodszego porucznika wykonał 125 lotów bojowych i stoczył 19 walk powietrznych, w których strącił osobiście 9 i w grupie 3 samoloty wroga. W jednej z walk powietrznych był ranny. Walczył na Froncie Zachodnim, Kalinińskim, Północno-Zachodnim, Centralnym, 1 Ukraińskim i 1 Białoruskim. Wykonał łącznie 379 lotów bojowych i stoczył sto walk powietrznych, w których strącił osobiście 24 samoloty wroga i 6 w grupie. Poza tym zniszczył wiele samochodów i zabił wielu żołnierzy wroga. W 1949 ukończył Akademię Wojskowo-Powietrzną, w 1961 został zwolniony do rezerwy w stopniu pułkownika.

## Odznaczenia
- Złota Gwiazda Bohatera Związku Radzieckiego (5 maja 1942)
- Order Lenina
- Order Czerwonego Sztandaru (czterokrotnie)
- Order Aleksandra Newskiego

I medale.